# 今村哲央
今村 哲央（いまむら てつお、1991年4月20日 - ）は、日本のラグビー選手。

## プロフィール
- 佐賀県出身[1]。
- ポジションはロック(LO)。
- 身長 190cm、体重 109kg
- ニックネームはてつお。
- U20日本代表候補に選ばれたことがある[2]。

## 来歴
ラグビーを始めたきっかけは兄の影響から。
2010年、佐賀工業高校卒業後、帝京大学に入る。
2014年、帝京大学卒業後、豊田自動織機シャトルズに加入。
2018年、豊田自動織機シャトルズを退団した。